# ジョン・ケンドリュー
ジョン・ケンドリュー（John Cowdery Kendrew, 1917年3月24日 - 1997年8月23日）は、イギリスオックスフォード出身の生化学者、結晶学者。ヘムを含むタンパク質の構造を解析した功績により、1962年にマックス・ペルーツと共にノーベル化学賞を受賞した。

## 生涯
気候学者のウィルフォード・ケンドリュー、美術史家のイヴリン・サンドバーグの子として生まれる。幼年期をオックスフォード、青年期をブリストルで過ごし、オックスフォード大学トリニティー・カレッジに入学。1939年に卒業する。反応速度論について研究を行っていたが、第二次世界大戦の勃発に伴い航空省の研究施設でレーダーの開発に勤しむ。また、空軍本部でオペレーショナル・リサーチを行い、空軍中佐の名誉階級を得た。
1945年、マックス・ペルーツとキャヴェンディッシュ研究所で同僚となった。そこで、呼吸生理学者のジョゼフ・バークロフト博士に提案された、胎児のヒツジと成羊のヘモグロビンの違いについて、結晶化したタンパク質を用いた研究を始める。1947年、ピーターハウス特別研究員となり、医療審議会に分子構造解明のための研究チームを結成する許可を得た。1954年にはロンドンの王立研究所のデイヴィー-ファラデー研究室の指導者となった。
その後、タンパク質をX線回折によって解析し、その三次構造を世界で初めて解明した。1965年にロイヤル・メダル受賞。1967年アメリカ生化学協会の特別研究員となった。1997年、オックスフォードで没した。1960年王立協会フェロー選出。

## 参照
- John C. Kendrew - Biographical